# Живадин Јанковић Кум
Живадин Јанковић Кум (Ланиште, код Јагодине, 1921 - Урије, код Бугојна, 19. јул 1942), учесник Народноослободилачке борбе.

## Биографија
Рођен је 1921. године у Ланишту, код Јагодине.
Био је ученик јагодинске гимназије и један од организатора и оснивача организације Савеза комунистичке омладине Југославије (СКОЈ) у Јагодини 1939. године. Као члан СКОЈ-а, Живадин Јанковић је у свом селу је основао један од најбројнијих пунктова КПЈ, фудбалски клуб као и дилетантску секцију, а радио је и на формирању партијских упоришта и са напредном омладином околних села.
У чланство КПЈ га је примио Радислав Никчевић.
Такође је у Ланишту обављао дужност секретара поред Михајла Васића и Животе Зарића, железничког службеника.
Након почетка Другог светског рата у Југославији учествује у оснивању Беличке партизанске чете 23. јуна 1941. године, и са њом учествује у низу акција против немачких окупационих снага, претежно у диверзијама на прузи Београд-Ниш.
Када је 7. августа 1941. године формирана Левачка партизанска чета, Живадин је одређен за њеног политичког комесара.
Од важнијих акција у којима је учествовао са Беличком и Левачком четом издвајају се:
- Рушење пруге између Багрдана и Ланишта 20. јула 1941. године, међутим без последица јер је железнички службеник на време приметио квар и зауставио воз који је наилазио.
- Напад на железничку станицу Арачићево (Ланиште) у ноћи 7/8. августа 1941.
- Напад на Немце код Криве Ћуприје (на Липару код Багрдана) при чему је погинуло 8 Немаца, један немачки камион уништен, а један партизан је настрадао док је сам Живадин лакше рањен.
- Учествовао у Левчу приликом напада на Рековац, у окршају код Превешта, а све време је учествовао и на политичким зборовима где је пропагирао циљеве партизанске борбе.

Након Прве непријатељске офанзиве, заједно са главнином партизанских снага се повукао у Санџак, где је марта 1942. године ступио у тада формирану Другу пролетерску бригаду, у њен Трећи шумадијску батаљон.
Погинуо је 19. јула 1942. године у борби са усташама у селу Урије, код Бугојна. У овој борби погинуло је 14 партизана, међу којима су били и Рада Миљковић, народни херој и Бошко Ђуричић.